# Liste der Monuments historiques in Chauchigny
Die Liste der Monuments historiques in Chauchigny führt die Monuments historiques in der französischen Gemeinde Chauchigny auf.

## Liste der Objekte
| Bezeichnung                            | Beschreibung | Standort                                   | Kennzeichnung | Schutzstatus | Datum | Bild |
| -------------------------------------- | --- | ------------------------------------------ | ------------- | ------------ | ----- | ---- |
| Hauptaltar                             | Altartisch und Retabel; Holz, farbig gefasst und vergoldet, bezeichnet 1761; zugehörig PM10000542 und PM10000543 | in der Kirche Nativité-de-la-Vierge (Lage) | PM10000541    | Classé       | 1977  |      |
| Skulptur Stehende Madonna mit Kind     | Kalkstein, farbig gefasst und vergoldet, 16. Jahrhundert                                                         | in der Kirche Nativité-de-la-Vierge (Lage) | PM10000542    | Classé       | 1977  |      |
| Tabernakel und Exposition              | Holz, vergoldet, um 1761                                                                                         | in der Kirche Nativité-de-la-Vierge (Lage) | PM10000543    | Classé       |       |      |
| Weihwasserbecken                       | Kalkstein, 17. Jahrhundert                                                                                       | in der Kirche Nativité-de-la-Vierge (Lage) | PM10000548    | Classé       | 1977  |      |
| Skulptur Heiliger Sebastian            | Holz, farbig gefasst, 17. Jahrhundert                                                                            | in der Kirche Nativité-de-la-Vierge (Lage) | PM10000550    | Classé       | 1977  |      |
| Skulptur Sitzende Madonna mit Kind     | Holz, farbig gefasst, um 1400                                                                                    | in der Kirche Nativité-de-la-Vierge (Lage) | PM10000544    | Classé       | 1977  |      |
| Chorgestühl und Wandvertäfelung        | Holz, bemalt, 18. Jahrhundert                                                                                    | in der Kirche Nativité-de-la-Vierge (Lage) | PM10004714    | Inscrit      | 1985  |      |
| Lehnstuhl                              | Eichenholz, zweite Hälfte des 19. Jahrhunderts                                                                   | in der Kirche Nativité-de-la-Vierge (Lage) | PM10004940    | Inscrit      | 1985  |      |
| Skulptur Erzengel Michael              | Holz, farbig gefasst, 17. Jahrhundert                                                                            | in der Kirche Nativité-de-la-Vierge (Lage) | PM10004709    | Inscrit      | 1978  |      |
| Kruzifix (1)                           | Holz, farbig gefasst, 17. Jahrhundert                                                                            | in der Kirche Nativité-de-la-Vierge (Lage) | PM10004710    | Inscrit      | 1977  |      |
| Taufbecken                             | Kalkstein, bemalt, 17. Jahrhundert                                                                               | in der Kirche Nativité-de-la-Vierge (Lage) | PM10000546    | Classé       | 1977  |      |
| Sechs Altarleuchter                    | Holz, bemalt, 18. Jahrhundert                                                                                    | in der Kirche Nativité-de-la-Vierge (Lage) | PM10000549    | Classé       | 1977  |      |
| Skulptur Johannes der Täufer           | Holz, farbig gefasst, 16. Jahrhundert                                                                            | in der Kirche Nativité-de-la-Vierge (Lage) | PM10000547    | Classé       | 1977  |      |
| Relief Ecce homo                       | Holz, farbig gefasst, 16. Jahrhundert                                                                            | in der Kirche Nativité-de-la-Vierge (Lage) | PM10004939    | Inscrit      | 1985  |      |
| Zwei Skulpturen von heiligen Bischöfen | Holz, farbig gefasst, 16. Jahrhundert                                                                            | in der Kirche Nativité-de-la-Vierge (Lage) | PM10004708    | Inscrit      | 1978  |      |
| Osterleucher                           | Holz, 18. Jahrhundert                                                                                            | in der Kirche Nativité-de-la-Vierge (Lage) | PM10004712    | Inscrit      | 1977  |      |
| Opferstock                             | Holz, Schmiedeeisen, 18. Jahrhundert                                                                             | in der Kirche Nativité-de-la-Vierge (Lage) | PM10004713    | Inscrit      | 1977  |      |
| Kruzifix (2)                           | Holz, farbig gefasst und vergoldet, 18. Jahrhundert                                                              | in der Kirche Nativité-de-la-Vierge (Lage) | PM10004711    | Inscrit      | 1977  |      |
| Kirchenfenster                         | aus dem 16. Jahrhundert; verschwunden                                                                            | in der Kirche Nativité-de-la-Vierge (Lage) | PM10000540    | Classé       | 1913  |      |
| Skulptur Johannes Evangelist           | Holz, farbig gefasst, 16. Jahrhundert                                                                            | in der Kirche Nativité-de-la-Vierge (Lage) | PM10000545    | Classé       | 1977  |      |